# Мухаммад аль-Кагір
Мухаммад аль-Кагір (*899—950/951) — 19-й володар Багдадського халіфату в 932—934 роках. Тронне ім'я з арабської мови перекладається як «Переможець волею Бога». Повне ім'я — Абу Мансур Мухаммад ібн Ахмад аль-Мутадід аль-Кагір біллах.

## Життєпис

### Молоді роки
Походив з династії Аббасидів. Син халіфа аль-Мутадіда. Народився у 899 році у Багдаді, отримавши ім'я Мухаммад. Про його освіту нічого невідомо. Втім замолоду вирізнявся жорстоким характером. У 929 році частина військовиків, невдоволених правлінням халіфа аль-Муктадіра (зведеного брата Мухаммада), посадили на трон Мухаммада. Втім доволі швидко він втратив владу, яку повернув собі аль-Муктадір.
У 932 році під час нових виступів проти халіфа останнього було вбито, а новим халіфом став Мухаммад під ім'ям аль-Кагір.

### Володарювання
Новий володар обрав за мету відновити авторитет і силу халіфату, втрачену за його попередників. Для початку він наказав арештувати мати аль-Муктадіра — Шагабу, яка була фактичною правителькою держави протягом тривалого часу. Після катувань її та найближчих слуг аль-Муктадіра було страчено у 933 році, а майно та гроші конфісковано до скарбниці.
Водночас аль-Кагір вирішив позбавитися від занадто впливового військовика аль-Муніса аль-Музаффара, що мав титул амір аль-умара (головнокомандувача). Халіф позбавив Муніса посади, передавши її військовику Таріфу. Після цього Муніса та його прихильників було страчено. Все це підтримувалося знаттю держави і мешканцями Багдада.
Втім поступово дії аль-Кагіра перетворилися на репресії проти невдоволених. При цьому сам халіф дедалі частіше поринав у розваги, що ще більше спустошило скарбницю. Зрештою стався заколот на чолі з колишнім візиром Ібн Муклою, які захопили аль-Кагіра, а коли той відмовився зрікатися влади, засліпили та кинули до в'язниці. Владу передано його небожу Ахмаду.

### Подальше життя
Колишній халіф до 945 року перебував у багдадській в'язниці. Після цього мешкав у місті як жебрак. Помер на одній з вулиць Багдада у 950 році.